# Herbita rhoda
Herbita rhoda là một loài bướm đêm trong họ Geometridae.